# Taylor Kornieck
Taylor Jacklyn Kornieck (Troy, Míchigan; 22 de noviembre de 1998) es una futbolista estadounidense. Juega como centrocampista en el San Diego Wave de la National Women's Soccer League de Estados Unidos. Es internacional con la selección de Estados Unidos.

## Trayectoria

### Orlando Pride
El 16 de enero de 2020, Orlando Pride seleccionó a Kornieck en el tercer turno del Draft universitario de la NWSL. Con la pretemporada y el consiguiente calendario de la NWSL cancelados en marzo debido a la pandemia de coronavirus, la NWSL programó un torneo de reemplazo más pequeño en junio, la NWSL Challenge Cup 2020. Sin embargo, el 22 de junio, el Pride se retiró del torneo luego de que jugadoras y personal dieran positivo por COVID-19.
En septiembre de 2020, al no poder jugar para Orlando, Kornieck se unió al MSV Duisburg de la Bundesliga Femenina  cedida por el resto del año. Se estrenó con el club alemán el 11 de septiembre de 2020, haciendo de titular en una derrota por 2-0 ante el Bayer Leverkusen. El 31 de octubre debutó en la DFB-Pokal Frauen contra el equipo de tercera división Borussia Bocholt. Kornieck recibió una tarjeta roja directa por juego brusco en el minuto 38 y  una sanción de cuatro fechas fuera de las canchas por parte de la Federación Alemana de Fútbol. Marcó su primer gol el 14 de noviembre en la derrota por 5-3 ante el Werder Bremen.
Kornieck regresó a Orlando de cara a la temporada 2021, debutando profesionalmente en la NWSL el 10 de abril de 2021, haciendo de titular y marcando el gol del empate en el primer partido de la Challenge Cup del Pride contra Racing Louisville.

### San Diego Wave
El 18 de enero de 2022, Kornieck se unió al San Diego Wave FC.

## Selección nacional

### Categorías menores
Kornieck ha representado a los Estados Unidos en las categorías sub-18, sub-19 y sub-20. En 2016, se desempeñó como capitana del equipo sub-18. La centrocampista anotó su primer gol internacional con la sub-19 en julio de 2017 en la victoria por 2-0 sobre Inglaterra. En 2018, fue convocada para el torneo La Manga U20 pero se vio obligada a retirarse por lesión.

### Selección mayor
En junio de 2022, Kornieck recibió su primera convocatoria a la selección mayor de Estados Unidos, debutando el 25 de junio de 2022, cuando ingresó desde el banquillo en el minuto 73 y gritó su gol en el minuto 90 en una victoria amistosa por 3-0 sobre Colombia.

## Estadísticas

### Clubes
| Club                   | País           | Año             |
| ---------------------- | -------------- | --------------- |
| LA Galaxy OC           | Estados Unidos | 2019            |
| Orlando Pride          | Estados Unidos | 2020 - 2021     |
| MSV Duisburgo (cedida) | Alemania       | 2020            |
| San Diego Wave         | Estados Unidos | 2022 - presente |

## Palmarés

### Títulos internacionales
| Título                             | Equipo         | Sede   | Año  |
| ---------------------------------- | -------------- | ------ | ---- |
| Campeonato Femenino de la Concacaf | Estados Unidos | México | 2022 |

(*) Incluyendo la Selección

## Vida personal
La madre de Taylor, Kristin, jugó voleibol profesional en Europa. Su hermano mayor, Nick, jugó baloncesto a nivel universitario para Doane Tigers y CSU Domínguez Hills Toros.